# ديلان إيستون
ديلان إيستون (بالإنجليزية: Dylan Easton)‏ هو لاعب كرة قدم بريطاني، ولد في 6 أبريل 1994 في اسكتلندا في المملكة المتحدة. لعب مع سانت جونستون ونادي دمبرتون.

## وصلات خارجية
- ديلان إيستون على موقع قاعدة بيانات كرة القدم.إي يو (الإنجليزية)
- ديلان إيستون على موقع Soccerbase.com (لاعب) (الإنجليزية)
- ديلان إيستون على موقع Soccerway.com (الإنجليزية)